# Bondsdagverkiezingen 1965

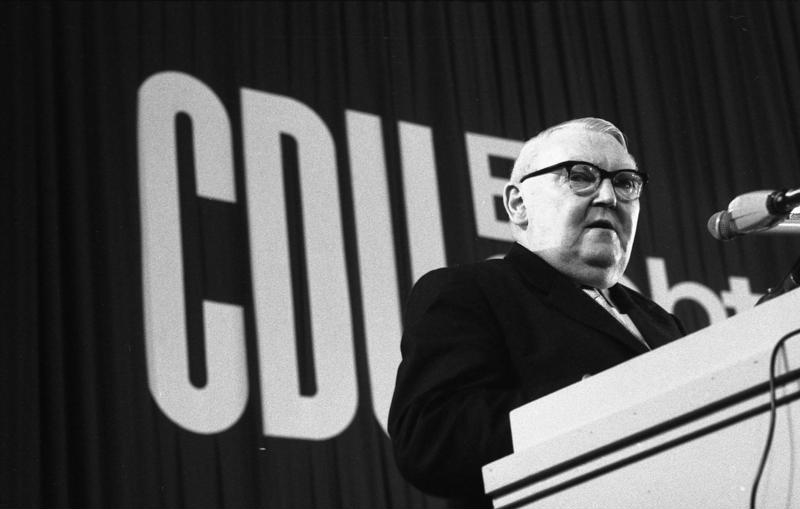
Ludwig Erhard in maart 1965 op een partijcongres

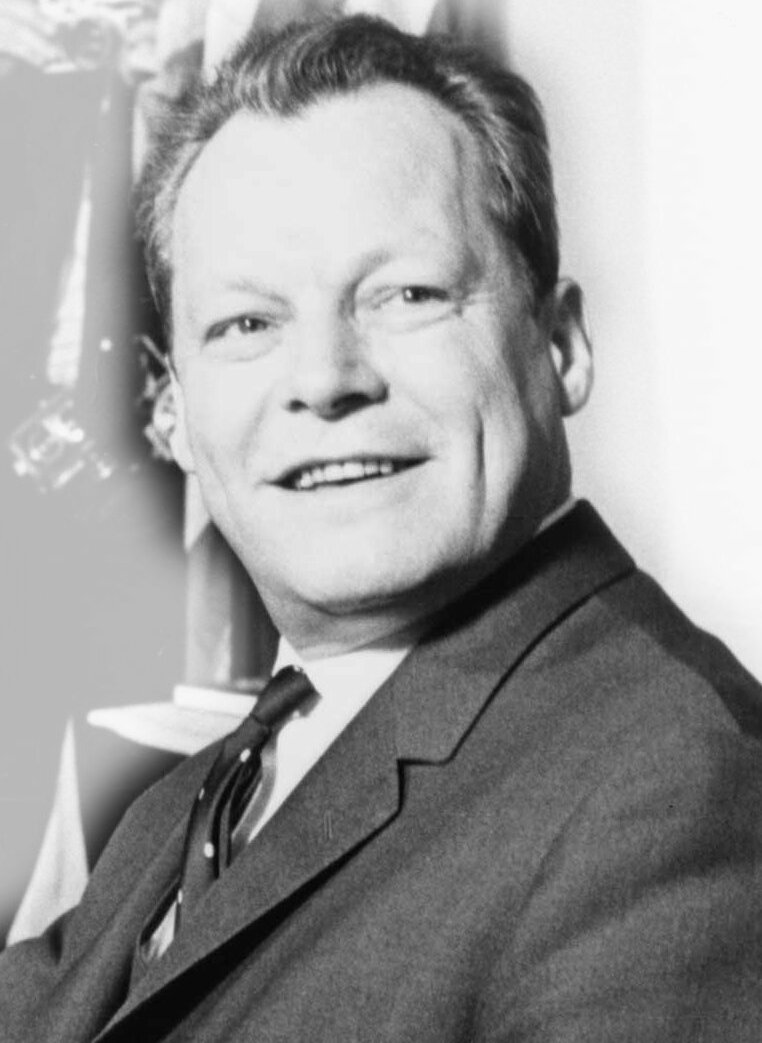
Willy Brandt was ondanks een winst van drie procent teleurgesteld van de uitslag

De Bondsdagverkiezingen van 1965 vonden op 19 september plaats. Het waren de vijfde federale verkiezingen in de Bondsrepubliek Duitsland.
Bondskanselier Ludwig Erhard had binnen zijn partij, de CDU, geen sterke positie. Maar als vader van het Wirtschaftswunder genoot hij grote populariteit en moest als Wahlkampflokomotive het voortzetten van de CDU/CSU-FDP-coalitie mogelijk maken.
Willy Brandt trad na 1961 voor de tweede keer aan; inmiddels was hij voorzitter van zijn sociaaldemocratische SPD geworden.
De verkiezingsuitslag veranderde niets aan de machtsverhoudingen: de CDU/CSU en de SPD wonnen iets, de FDP viel terug op ruim negen procent, wat voor haar wel nog steeds een goed resultaat was. Brandt bleef burgemeester in Berlijn en kondigte aan om zich in 1969 niet meer kandidaat te stellen.
Al in oktober 1966 viel de coalitie uit elkaar, en de CDU/CSU vormde onder Kurt Georg Kiesinger een "grote coalitie" met de SPD. Brandt werd vicekanselier en minister van buitenlandse zaken.

## Uitslag
- N.B.: Indirect gekozen door de Berlijnse gemeenteraad waren 15 SPD'ers, 6 CDU'ers en 1 FDP'er.

| Partij                                                                                     | %     | zetels   | verschil |
| ------------------------------------------------------------------------------------------ | ----- | -------- | -------- |
| Christelijk Democratische Unie van Duitsland (Christlich Demokratische Union Deutschlands) | 38,0% | 196 (6)  | +4       |
| Christelijk-Sociale Unie (Christlich-Soziale Union)                                        | 9,6%  | 49       | -1       |
| Vrije Democratische Partij (Freie Demokratische Partei)                                    | 9,5%  | 49 (1)   | -18      |
| Sociaaldemocratische Partij van Duitsland (Sozialdemokratische Partei Deutschlands)        | 39,3% | 202 (15) | +12      |
| Overigen                                                                                   | 3,6%  | 0        | -        |
| Totaal                                                                                     | 100   | 496      | -3       |

|  |

|  |

|  |

|  |

|  |

|  |

|  |

|  |

|  |

|  |

## Nasleep
In 1966 stapte de FDP, die niet eens was met de begroting, uit het kabinet. Op 1 december 1966 trad de zogenaamde "Grote Coalitie" van CDU/CSU en SPD aan onder Bondskanselier Kurt Georg Kiesinger.